# Vendramino Bariviera
Vendramino Mino Bariviera (Rome, 25 oktober 1937 - Conegliano Veneto, 23 november 2001) was een Italiaans wielrenner.

## Belangrijkste overwinningen
1958
- 1e etappe Vredeskoers

1959
- Trofeo Banca Popolare di Vicenza

1962
- Milaan-Vignola

1963
- GP Industria & Commercio di Prato
- 5e etappe Ronde van Italië
- 6e etappe Ronde van Italië
- 17e etappe Ronde van Italië

1964
- 6e etappe Ronde van Italië

1966
- 5e etappe Ronde van Italië
- 22e etappe Ronde van Italië

## Resultaten in voornaamste wedstrijden
| Jaar | Ronde van Italië | Ronde van Frankrijk | Ronde van Spanje |
| ---- | ---------------- | ------------------- | ---------------- |
| 1961 | opgave           |                     |                  |
| 1962 | opgave           |                     |                  |
| 1963 | 46e (3)          | opgave              |                  |
| 1964 | 61e (1)          |                     |                  |
| 1965 | 43e              |                     |                  |
| 1966 | 53e (2)          |                     |                  |
| 1967 | opgave           |                     |                  |

| Jaar | Milaan-San Remo | Parijs-Roubaix | Waalse Pijl |
| ---- | --------------- | -------------- | ----------- |
| 1961 |                 |                |             |
| 1962 | 81e             |                |             |
| 1963 | 35e             | 19e            |             |
| 1964 | 54e             |                | 30e         |
| 1965 | 31e             |                |             |
| 1966 | 33e             |                |             |
| 1967 | 101e            |                |             |